# Langona maculata
Langona maculata là một loài nhện trong họ Salticidae.
Loài này thuộc chi Langona. Langona maculata được Peng, Li & Yang miêu tả năm 2004.